# يو إف سي 163
يو إف سي 163: ألدو ضد الزومبي الكوري (بالإنجليزية: UFC 163: Aldo vs. Korean Zombie)‏ هو حدث لفنون القتال المختلطة نظمته يو إف سي، أُقيم في 3 أغسطس 2013، على صالة إتش إس بي سي في ريو دي جانيرو، البرازيل.